# Pannon Airlines
Pannon Airlines fue una aerolínea chárter húngara que operó desde su base en el Aeropuerto Internacional de Budapest. Las operaciones de la aerolínea eran únicamente de pasajeros. En un principio también se operaban rutas regulares hacia destinos turísticos como Heraklion y Zagreb, pero luego estos servicios se suspendieron, quedando únicamente los charters.

## Historia
La aerolínea inicio operaciones con un Tu-154 proveniente de Aeroflot en 1999. Como en Hungría no había tripulaciones calificadas para volar el Tu-154, sino los Tu-154B2 que habían sido operados por la ahora extinta Malev Hungarian Airlines. La aerolínea operaba vuelos hacia destinos turísticos de Europa, como Heraklion, Varna, Burgas y Zagreb. En el 2000 estos servicios fueron suspendidos y la aerolínea ofrecía únicamente vuelos chárter al servicio de grandes agencias de viajes europeas como TUI Travel.
En 2002 la aerolínea cesó operaciones debido a deudas que superaban los 100 millones de Florines Húngaros, generada por el bajo flujo de pasajeros y el alza en los precios del combustible. El único avión que operaban paso a manos de Iran Air Tours, este se estrellaría el 1 de septiembre de 2006 cuando aterrizaba en el Aeropuerto Internacional de Mehrabad, Irán. 
Actualmente hay una aerolínea que lleva el mismo nombre y opera vuelos ejecutivos, pero esta no tiene ninguna relación con la primera Pannon Airlines.

## Flota

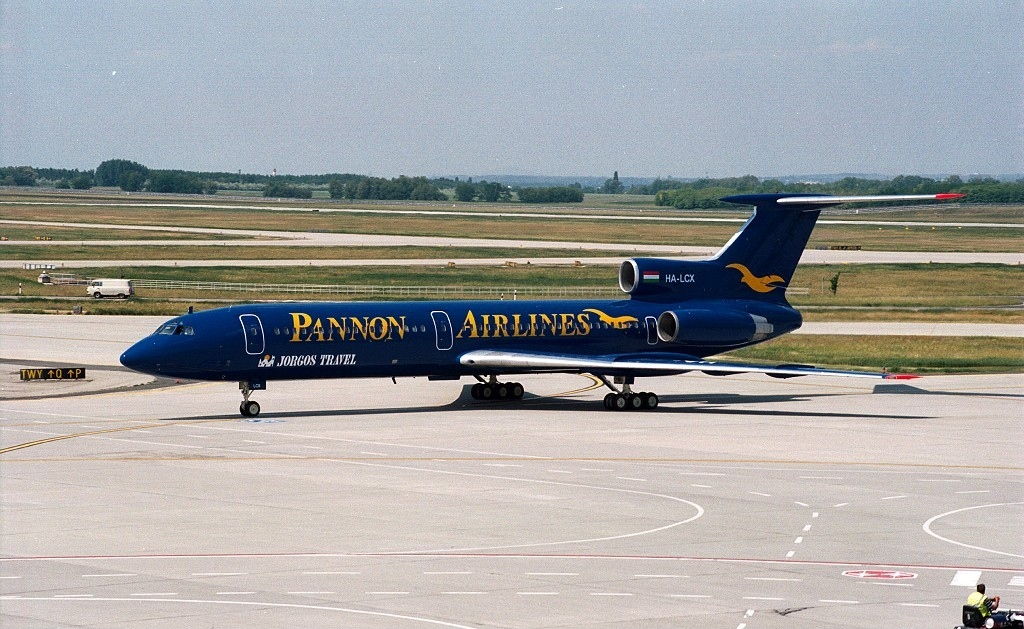
Túpolev Tu-154 de Pannon Airlines

- 3 Tupolev Tu-154M[4]